# 吳閩方言
吳閩方言是一個學術界對於漢語族吳語支（廣義上包含徽語）和閩語支等地方語言的並稱說法。由於地緣關係接近，吳閩方言之間有詞彙、音韻等方面的相似性，使得諸多文獻針對兩者詞源和音韻進行探討和研究。

## 方言疊置說
丁邦新（1988）根據蠻話及吴语麗水方言在白話音有端、知不分的現象及麗水方言零星的閩語特徵，同時結合兩條現代吳語及閩語詞彙上的證據「骹」（腳）與「儂」（人）等證據，歸結出以下的結論：
現在吳語的底層具有閩語的成分，可能南北朝時的吳語就是現在閩語的前身，而當時的北語則是現在吳語的祖先。(丁邦新 1988).
吳瑞文（2005）認為，此說隱含幾個重要的前提：
1. 南北朝時期的漢語已存在至少兩個較大的方言系統，一種是位居南方的「吳語」，一種是位居北方的「北語」。
2. 吳語具有早期閩語的白話音的層次，其中一個最具體的特點就是「端知不分」這些涉及語言層次的論述本質上都是起因於「方言接觸」。

## 吳語擴散說
張光宇（1993）以音韻、詞彙的地理分布說明吳語南下形成閩語的歷史過程。其認為吳閩方言之間在歷史上有密切的關係，其中明顯的指標乃是由地理鄰接性（geographical proximity）所呈現出來的演變類型的一致性；而透過對閩方言音韻層次的分析，可以看到「吳音南移的淵源關係」：

### 音韻證據
1. 咸、山兩攝的韻母形式：

| 地理類型 | 三四等分合 | 音值描述                                       | 舉例                                     |
| -------- | ---------- | ---------------------------------------------- | ---------------------------------------- |
| 北部吳語 | 合流       | 元音偏高                                       | 蘇州 -iɪ                                 |
| 南部吳語 | 對立       | 皆有-i-介音，三等主要元音比四等高              | 永康 -ie : -ia                           |
| 閩江以北 | 對立       | 三等為上升複元音(-ia-)，四等為下降複元音(-ai-) |                                          |
| 閩江以南 | 合流或對立 | 兼具北部吳語合流形式與閩江以北對立形式         | 閩南 天四等 tʰĩ ；連三等 nĩ : 蓮四等 nãi |

1. 「益、石」分合問題：

《切韻》的昔韻字在吳閩方言可分為兩類：昔A（上古錫部，如：益）與昔B（上古鐸部，如：石）。一般而言，吳方言昔A的元音較高、昔B的元音較低；閩方言昔A具前元音、昔B具後元音。其中，吳閩方言的昔B字念法都與藥韻字一致。
| 例字         | 益   | 石   | 藥   |
| ------------ | ---- | ---- | ---- |
| 上海（北吳） | -iɪʔ | -iᴀʔ | -iᴀʔ |
| 廈門（閩南） | -iaʔ | -ioʔ | -ioʔ |

### 詞彙證據
1. 「油條」一詞在吳閩方言的說法相同，寫法有如「油炸（煠）鬼」、「油炸（煠）檜」或「油炸管」。 其認為「鬼、檜、管」等字應為與「果」字同一音韻地位的「餜」，俗作「粿」。
2. 第三人稱代詞單數：吳閩方言第三人稱代詞單數除杭州用「他」以外，基本上多使用「渠（其）」或「伊」。

| 地理類型 | 使用分布                         |
| -------- | -------------------------------- |
| 吳語     | 浙南：「渠」、浙北及蘇南：「伊」 |
| 閩語     | 沿山：「渠」、沿海：「伊」       |

根據以上兩大類證據，張光宇提出以下結論：
總而言之，南朝時期，江東一帶吳語和北方官話進行了密切的交融。這種經過交融的語言後來進入福建成為閩語的胚基。……就這樣的背景來看，閩語有古中原、古江東的方言色彩絲毫覺不詫異。(張光宇 1993).
吳瑞文（2005）認為張光宇（1993）文中特別注重以下幾點：
1. 古代漢語就存在各種方言差異，而古代方言的接觸互動及融合是造成現代方言之間相似性的主因。
2. 漢語方言的歷史動態（方言地理的擴大、萎縮與方言性質的轉移），如北部吳語受官話方言侵入而萎縮，但在江淮地區的官話仍維持入聲獨立；同時，吳語向南延伸至浙南與福建，江淮官話與閩南語存在類同現象，如：「天」江蘇 tʰɪ、廈門 tʰĩ。

## 腳註
1. ↑  丁邦新 (1988).
2. 1 2 3  吳瑞文 (2005).
3. ↑  張光宇 (1993).
4. ↑  張光宇 (1994).